# Juego de las tabas

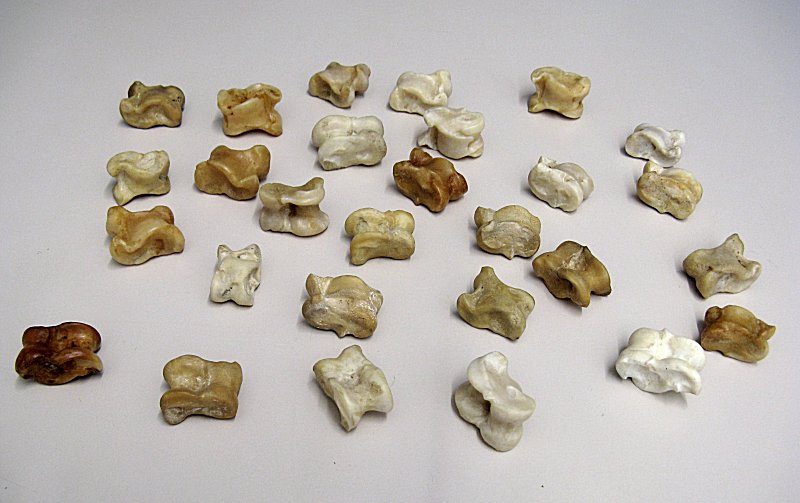
Conjunto de tabas.

Juego de las tabas, de la taba, o simplemente, tabas o taba es el nombre que reciben distintos juegos infantiles y de azar que consisten en el lanzamiento de unos huesos (o tabas) a modo de dados.
La "taba" es un hueso que se encuentra en el tarso —de nombre científico astrágalo—. Desde la antigüedad se utilizan las tabas de algunos animales, particularmente las de las patas traseras del cordero (de unos 3 × 2 cm), para la práctica de diferentes juegos, varios infantiles pero otros son juegos de azar. Todos se basan en el lanzamiento de la taba a modo de dado al suelo o sobre una mesa, con la particularidad de que, a diferencia del dado, las distintas caras de la taba tiene formas diferentes y por lo tanto distinta probabilidad de salir. En algunos de esos juegos se realizaban apuestas (a veces grandes cantidades de dinero) a qué cara de la taba podía quedar a la vista (hacia arriba). El juego más simple consiste en lanzar la taba, ganando una o cuatro unidades apostadas si quedan las partes salientes del hueso hacia abajo, o perdiendo otras tantas si quedan las partes hundidas en la cara superior.
El juego de la taba fue introducido por los españoles en toda América y es muy popular en zonas rurales y ganaderas donde hay acceso a huesos de ganado.
Algunas veces, las tabas eran modificadas puliendo algunas de sus caras y añadiendo una chapa para dejar la cara más lisa y plana. Durante el siglo XX en algunas regiones o países el juego era tan popular y era tal la demanda de estos huesos que pasaron a fabricarse en plástico, resina o metal.

## Historia

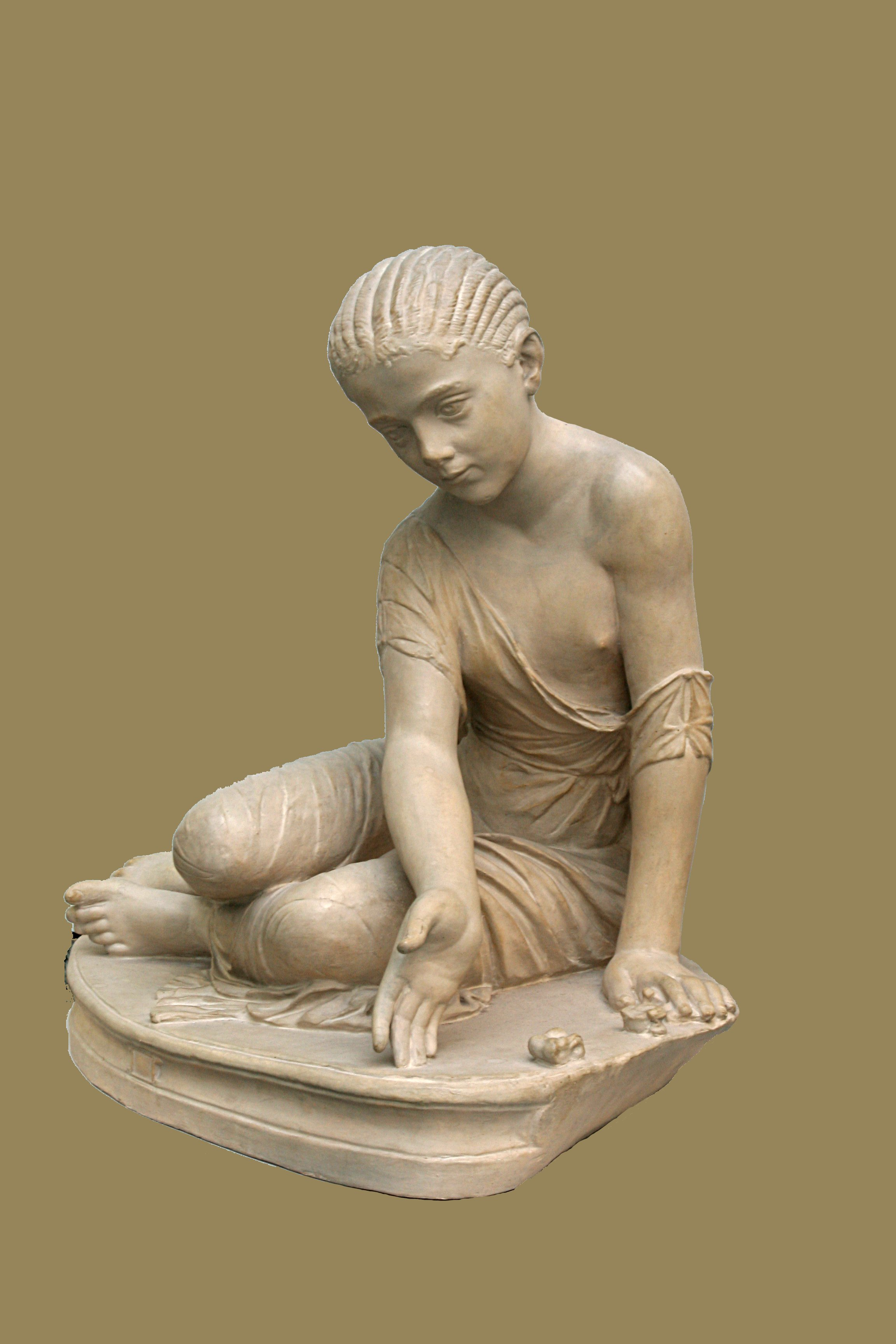
Niña jugando a las tabas. Copia romana, basada en un original griego del período helenístico, Museos Estatales de Berlín

En la antigua Grecia, ya se jugaba a la taba como juego de azar. El nombre del hueso astrágalo se debe a que el célebre escultor Policleto, en el siglo V a. C., realizó una de sus obras más renombradas, en honor a la astrogolizonta, es decir, la jugadora de tabas.
Se conservan de la mejor época del arte griego, esculturas, pinturas sobre mármol y diferentes objetos como ánforas en los que se representan jugadores y jugadoras de tabas.
También servían las tabas como objeto adivinatorio y así fue que la astragalomancia se tuvo muy en cuenta en la antigüedad.
En Roma, también se jugaba a la taba, sobre todo en lo relacionado con la suerte y como práctica adivinatoria. Para ello solían usarse los huesos de oveja o cabra, aunque también los había hechos de marfil, bronce o piedra. Con cristianización del mundo pagano, el juego fue perdiendo popularidad. Aunque los niños siguieron jugando a las tabas, lanzándolas y cogiéndolas en el aire como muestra de reflejos y habilidad. Algunos grupos de adultos, las lanzaban de forma similar a los dados y así utilizaban la taba para apostar.
Estas prácticas han venido manteniéndose hasta hoy día, todavía comunes en algunos países como Mongolia, o en la Pampa argentina. En otros países como Francia y España se encuentra totalmente en desuso y está llamado a desaparecer.
No es un juego que haya sido relegado históricamente al pueblo llano sino que según se relata en algunos textos históricos, no eran pocos los aristócratas o incluso algunos emperadores que le tenían mucho apego.
Ya en tiempos antiguos, los más pudientes usaban imitaciones, tabas fabricadas artificialmente en marfil, ágata o algún otro material como bronce, plata u oro.
En Europa se conservó, en algunas aldeas pastoriles de las montañas, como un juego de azar o como juego infantil de habilidad. Los españoles introdujeron este juego en toda América, siendo popular en zonas rurales y ganaderas.

## En España
Con variantes, se juega en todas las regiones de España.
En Colmenar Viejo (Madrid) los días 30 de noviembre (San Andrés) y 13 de diciembre (Santa Lucía) se juega a la taba con apuestas monetarias en los bares. En otras provincias, como Ávila, se practicaba habitualmente como juego popular infantil. Hoy día, solo se practica ocasionalmente en algunos pueblos.
En Segovia se practica  principalmente entre adolescentes[cita requerida], en el que se juega también en corro pero con una única taba. Las posiciones más difíciles de obtener se denominan rey y verdugo, y las dos surcadas inocente y culpable. Se lanza la taba por turnos hasta que dos de los jugadores sacan rey y verdugo y consiguen los respectivos cargos. A partir de ese momento solo tiran la taba por turno el resto de los jugadores. Si un jugador saca inocente pasa el turno al siguiente. Pero si el jugador obtiene la posición culpable pierde, y recibirá como castigo varios golpes con una correa. La cantidad, intensidad y lugar del cuerpo donde se recibirán los golpes de correa son decididos por el rey y ejecutados por el verdugo. Cuando otro jugador obtiene las posiciones rey o verdugo gana el puesto y puede tomarse la revancha en los siguientes turnos de los castigos recibidos hasta el momento.

#### Elementos

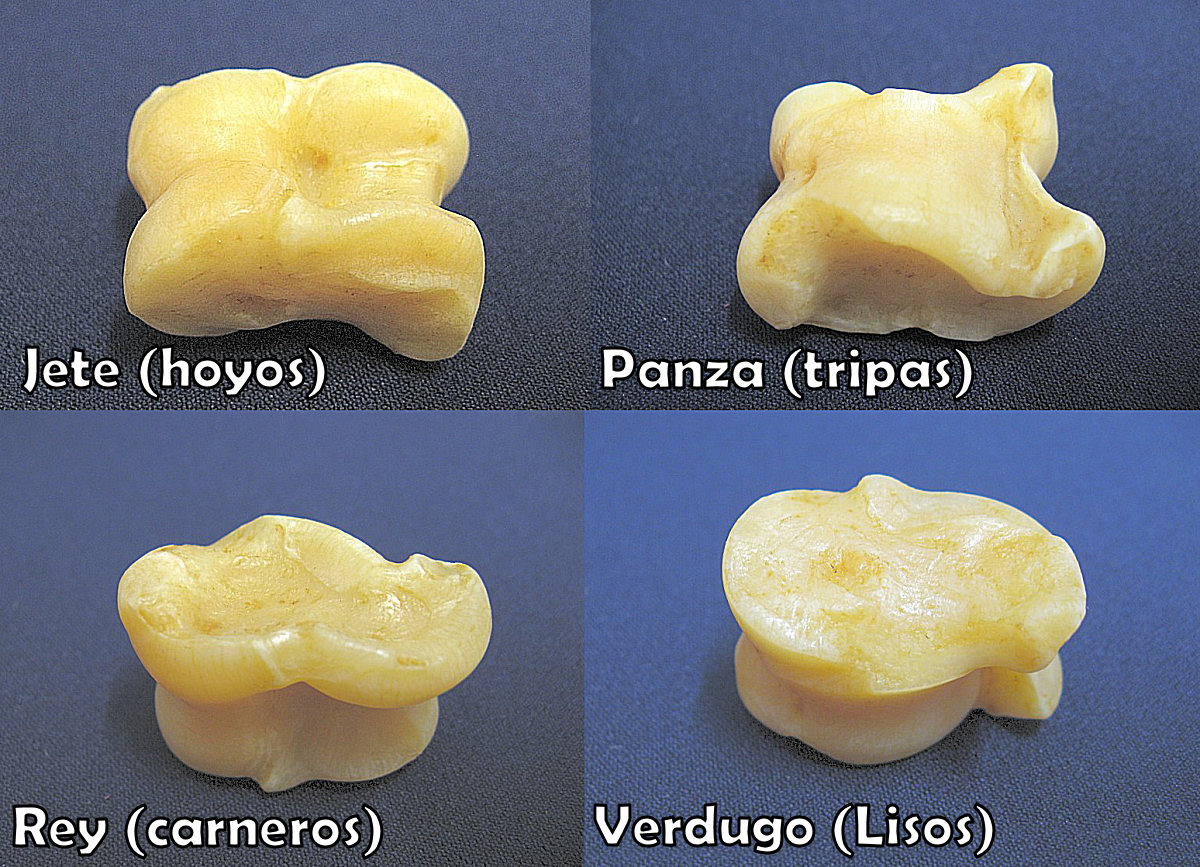
Las caras de una taba.

Se juega con cinco tabas de cordero, en las que se consideran cuatro posiciones:
- Jete: (también llamado hoyos) es la cara cóncava o que tiene un hoyo.
- Panza: (también llamada tripas) es la cara convexa, inversa u opuesta al jete. Tiene como una barriga abultada.
- Verdugo: (también llamado lisos). Tiene un pico que sobresale en uno de sus extremos. Es la parte más lisa de la taba aunque tiene unos pequeños bultitos pero más suavizados.
- Rey: (también llamado carneros) es la cara inversa u opuesta al verdugo. Presenta un hueco o zona cóncava.

#### Jugadores
Pueden participar entre dos y seis jugadores, aunque el número ideal sea tres o cuatro.

#### Reglas y ejecución
Al iniciar el juego, se sortea el orden de participación de los jugadores y el orden de las diferentes posiciones en que puede quedar la taba al lanzarla al suelo. Este orden de posiciones será el que deba ir superando cada jugador. Si no se quiere determinar el orden de las posiciones, se puede usar el que está establecido por defecto, es decir, jete, panza, verdugo y rey.
Los jugadores se sentarán en el suelo formando un corro, aunque se puede jugar sobre una superficie plana plana.
El primer jugador lanza las cinco tabas a la “patera” o lugar del juego, y coge una de las que haya salido en posición de “jete”. Si no cayera ninguna taba en esta posición, las volvería a tirar. Luego lanza esta taba al aire a una altura de una o dos cuartas (entre 25 y 50 cm) y la recoge con el dorso de la misma mano, con los dedos estirados y ligeramente abiertos para sujetarla e impedir que se caiga.
Ahora debe coger del suelo otra de las tabas que esté en posición de jete (nota 1). Para ello, lanza al aire la taba que tiene en el dorso y (siempre con la misma mano) coge la del suelo y girando rápidamente la mano recoge también la que había tirado, sin que ninguna de las dos tabas se caiga.
(nota 1) - Si no hay ninguna en esa posición, el jugador tendrá que mover alguna de las que está en el suelo hasta que se sitúe en la posición indicada. Lo hará lanzando al aire la que tenía en el dorso y antes de recogerla, girará la del suelo para ponerla en la posición buscada.

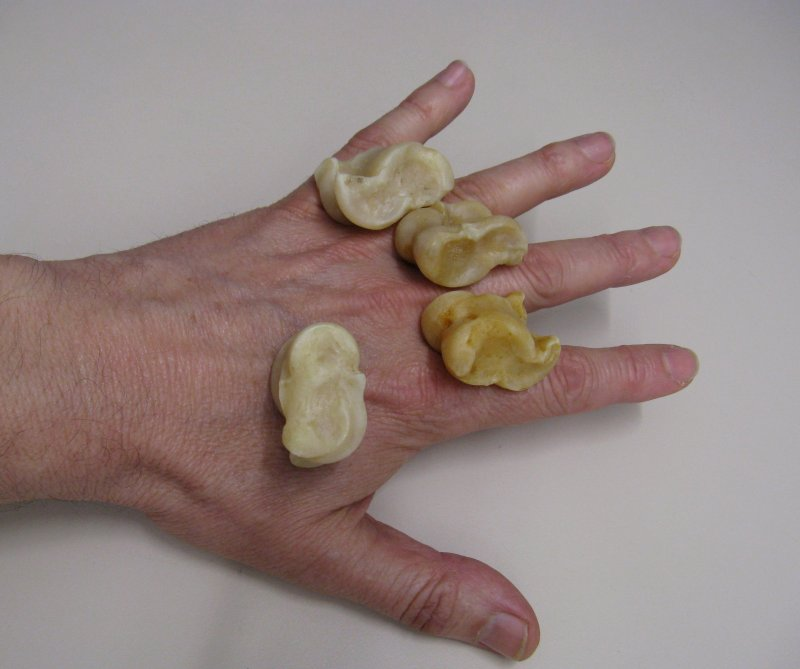
Se recogen las Tabas sobre el dorso de la mano.

Continúa el juego lanzando ahora las dos tabas al aire y recogiéndolas con el dorso de la mano sin que se caigan. Acto seguido se procede a coger otra de las tabas que tenga la posición de “jete” (si es necesario, habrá que girarla previamente, como se explica más arriba - nota 1). Una vez que la tenga cogida, lanza las dos que tenía en el dorso y con un giro rápido de muñeca, coge las dos tabas que lanzó sin que se caiga ninguna de las tres.
Así sucesivamente, siendo cada vez más difícil, se seguirán cogiendo las tabas hasta que no quede ninguna en el suelo.
Cuando se ha superado la posición de jete, se pasa a realizar las mismas jugadas pero con las posiciones de “panza”, verdugo y rey. Al acabar la jugada de la posición de Rey, finaliza el juego.
Si en el lanzamiento de las cinco tabas, cayeran varias en la misma posición y esta coincide con la tirada que corresponde “jete”, “panza”, “verdugo” o “rey”, entonces el jugador debe coger todas estas de una vez. Para esto, puede juntarlas antes de cogerlas.
Ningún jugador pierde su turno mientras no se le caiga alguna taba. Cuando uno de los jugadores pierde porque se la cae alguna taba o no coge bien las del suelo, deja el turno al siguiente. Cuando le toque de nuevo, continúa donde lo dejó.
Gana el jugador que antes complete un número establecido de juegos o que complete más juegos en un tiempo dado.
Existen variaciones de las normas de ejecución de este juego según las poblaciones donde se practicaba. Incluso estas variaciones pueden dar lugar a juegos diferentes como el “Arrebanche”, el “Rey-Verdugo” o las “Pencas”.

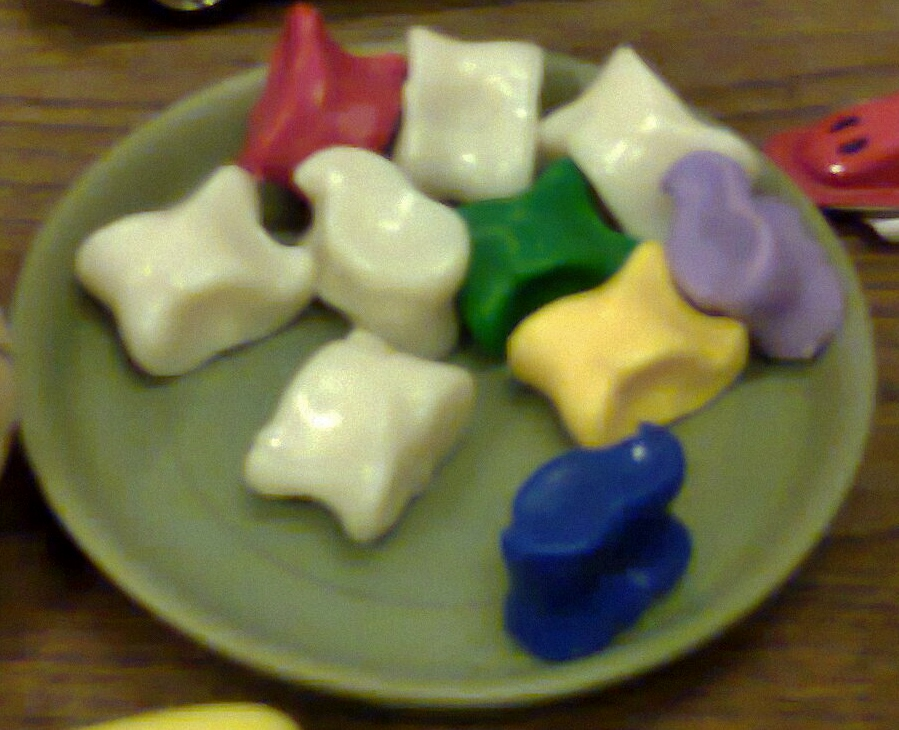
Tabas de plástico de colores.

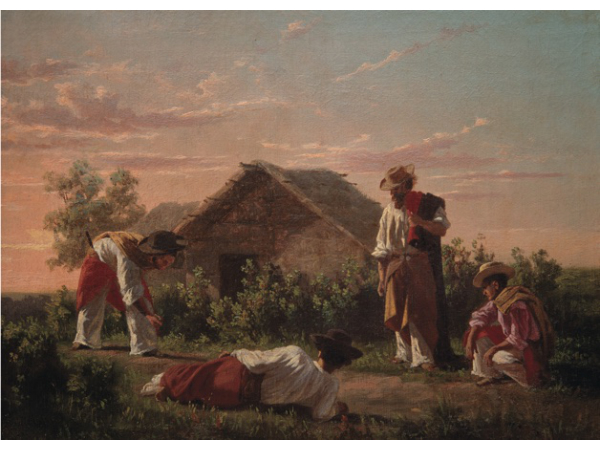
La taba, óleo de Juan Manuel Blanes mostrando a gauchos jugando a la taba.

## El juego de la taba en el Cono Sur
En Argentina, el Norte Chico en Chile (Provincia del Choapa), Patagonia chilena (Provincia de Aysén y Provincia de Magallanes), sur de Bolivia (Tarija y Chuquisaca), Uruguay y sur de Brasil (donde se lo conoce como «jogo do osso» o «juego del hueso») juegan dos contricantes apostando dinero, sobre un terreno de tierra pareja dividido en dos partes por una línea. Sobre esta línea a veces un tercero oficia de depositario de la apuesta y árbitro, puesto que es conocido como el de «canchero» o «coimero».
Los jugadores se alejan alrededor de cinco metros uno a cada lado de la línea y desde sus posiciones lanzan la taba, que habitualmente es de hueso de vaca. La taba debe pasar al lado contrario, de lo contrario se repite el tiro. Luego de jugar ambos contendientes, se determina el ganador observando de qué lado cayó el hueso. Las partes huecas son las ganadoras y las lisas las perdedoras:
- La jugada es ganadora, y se denomina «suerte», si la taba queda con la parte hueca (S) hacia arriba.
- La jugada es perdedora, y se denomina «culo», si la taba queda con la parte lisa hacia arriba.
- Si la taba cayó en posición vertical, puede pagarse doble o triple, si los jugadores acordaron previamente algún valor para esta posición, denominada «pinino».
- No se aceptan otras posiciones.

De este juego derivó la expresión "se le dio vuelta la taba”, que nació en el medio rural y luego se popularizó, significando que a una persona a quien las cosas le marchaban bien, sufre un cambio repentino para mal, o bien que se invierte totalmente una situación.